# Ska-P
Ska-P – zespół grający muzykę ska punk, założony w Madrycie w 1994. Jego dyskografia liczy sześć albumów studyjnych, dwa oficjalne wydania koncertowe oraz DVD. Muzyka Ska-P charakteryzuje się skocznymi melodiami w rytmie ska połączonymi z melodyjnym punkiem oraz zaangażowanymi, anarchistycznymi tekstami. Zdobył popularność w Hiszpanii i Meksyku, a także w Wielkiej Brytanii, Belgii, Włoszech, Szwajcarii, Francji, Polsce i Niemczech.
W 2005 zespół zawiesił swoją działalność na czas nieokreślony. Po trzech latach, w 2008 roku, wrócił w pełnym składzie, wydając płytę Lágrimas y Gozos. W 2013 roku zespół wydał kolejną płytę, zatytułowaną „99%”. W 2018 roku wydano wydali album Game Over.
16 lipca 2010 roku wystąpił jako jeden z gości zagranicznych na Festiwalu w Jarocinie, a 1 sierpnia 2014 roku zagrał przed publicznością Przystanku Woodstock.

## Teksty piosenek
Piosenki zespołu dotyczą przede wszystkim problemów społecznych, często pojawia się w nich problem praw człowieka, niesprawiedliwości, faszyzmu, antykapitalizmu, antysyjonizmu, antyklerykalizmu, legalizacji marihuany i praw zwierząt (np. głoszą potrzebę zdelegalizowania walk byków).

## Skład

### 1994
- Pulpul – wokal i gitara
- Toni Escobar – gitara i chórki
- Julio – gitara basowa
- Kogote – instrumenty klawiszowe i chórki
- Pako – instrumenty perkusyjne

### 1996–1998
- Pulpul – głos i gitara
- Pipi – drugi głos
- Joxemi – gitara
- Julio – gitara basowa
- Kogote – instrumenty klawiszowe
- Pako – instrumenty perkusyjne

### 2000–2002
- Pulpul – głos i gitara
- Pipi – drugi głos
- Joxemi – gitara
- Julio – gitara basowe
- Kogote – instrumenty klawiszowe
- Luismi – instrumenty perkusyjne

### 2005
- Pulpul – głos i gitara
- Pipi – drugi głos
- Joxemi – gitara
- Julio – gitara basowa
- Kogote – instrumenty klawiszowe
- Luismi – instrumenty perkusyjne
- Gari – puzon
- Txiquitin – trąbka

### 2009
- Pulpul – głos i gitara
- Pipi – drugi głos
- Joxemi – gitara
- Toni – gitara
- Julio – gitara basowa
- Kogote – instrumenty klawiszowe
- Luismi – instrumenty perkusyjne
- Gari – puzon
- Txiquitin – trąbka

## Dyskografia
- 1995 Ska-P
- 1996 El vals del obrero
- 1998 Eurosis
- 2000 Planeta Eskoria
- 2002 Que corra la voz
- 2003 Incontrolable
- 2008 Lágrimas y Gozos
- 2013 99%
- 2018 Game Over[2]

## Videografia
- Ska-p en concierto (1998) (VHS)
- Seguimos en pie (1999) (VHS, DVD)
- Incontrolables (2003) (DVD with audio CD)